# 불꽃놀이 (2014년 영화)
"불꽃놀이"는 2014년에 제작한 단편 영화이다.

## 캐스팅
- 안승균
- 이찬용
- 안현호
- 서주영

## 수상
- 2015년 제16회 대구단편영화제 국내경쟁
- 2015년 제15회 대한민국청소년영화제 대학부

## 제작지원
- 국민대종합예술연구소